# Conferencia internacional sobre Afganistán, Bonn (2001)

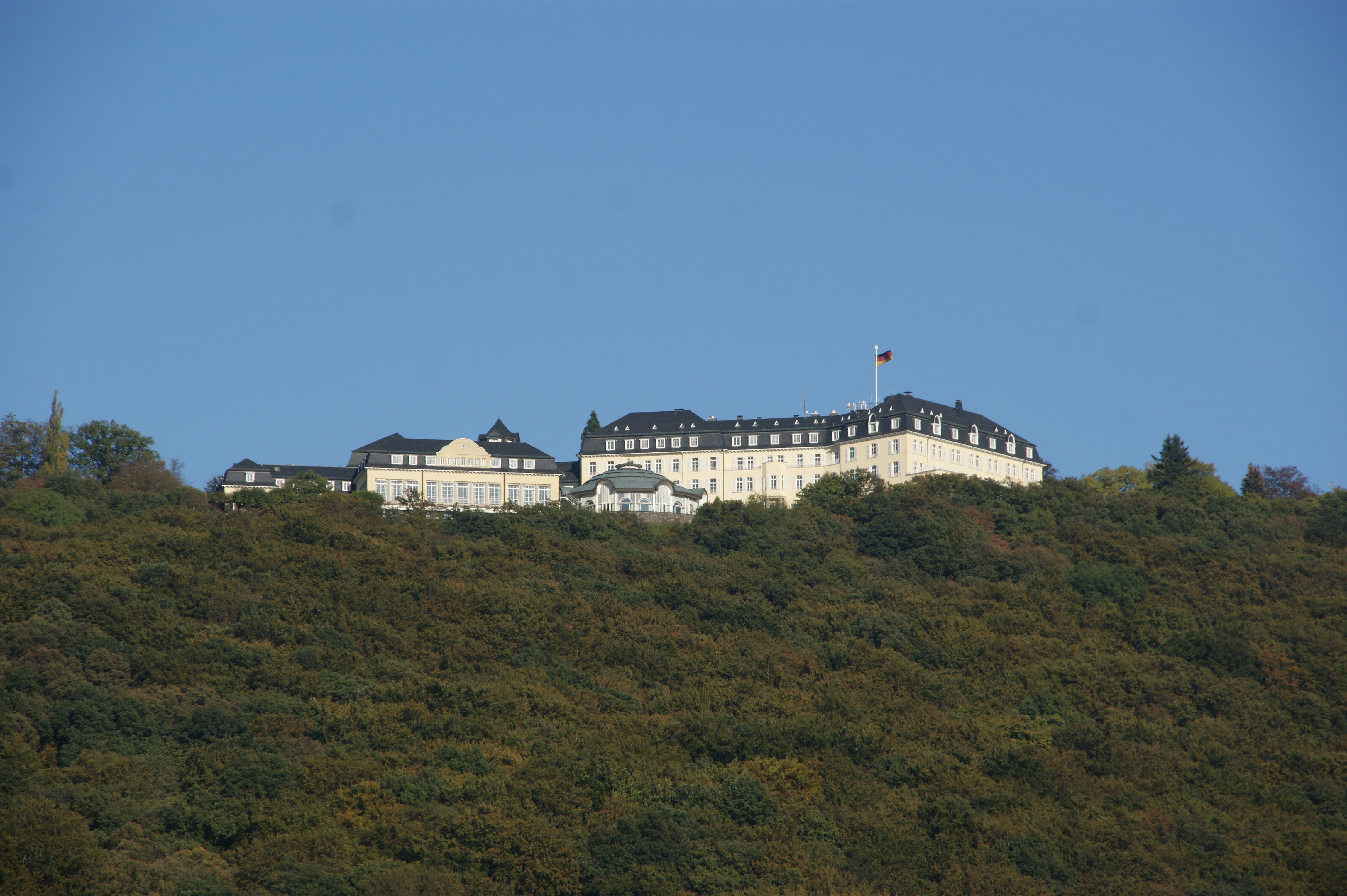
Hotel Petersberg, sede de la Conferencia Internacional sobre Afganistán de 2001.

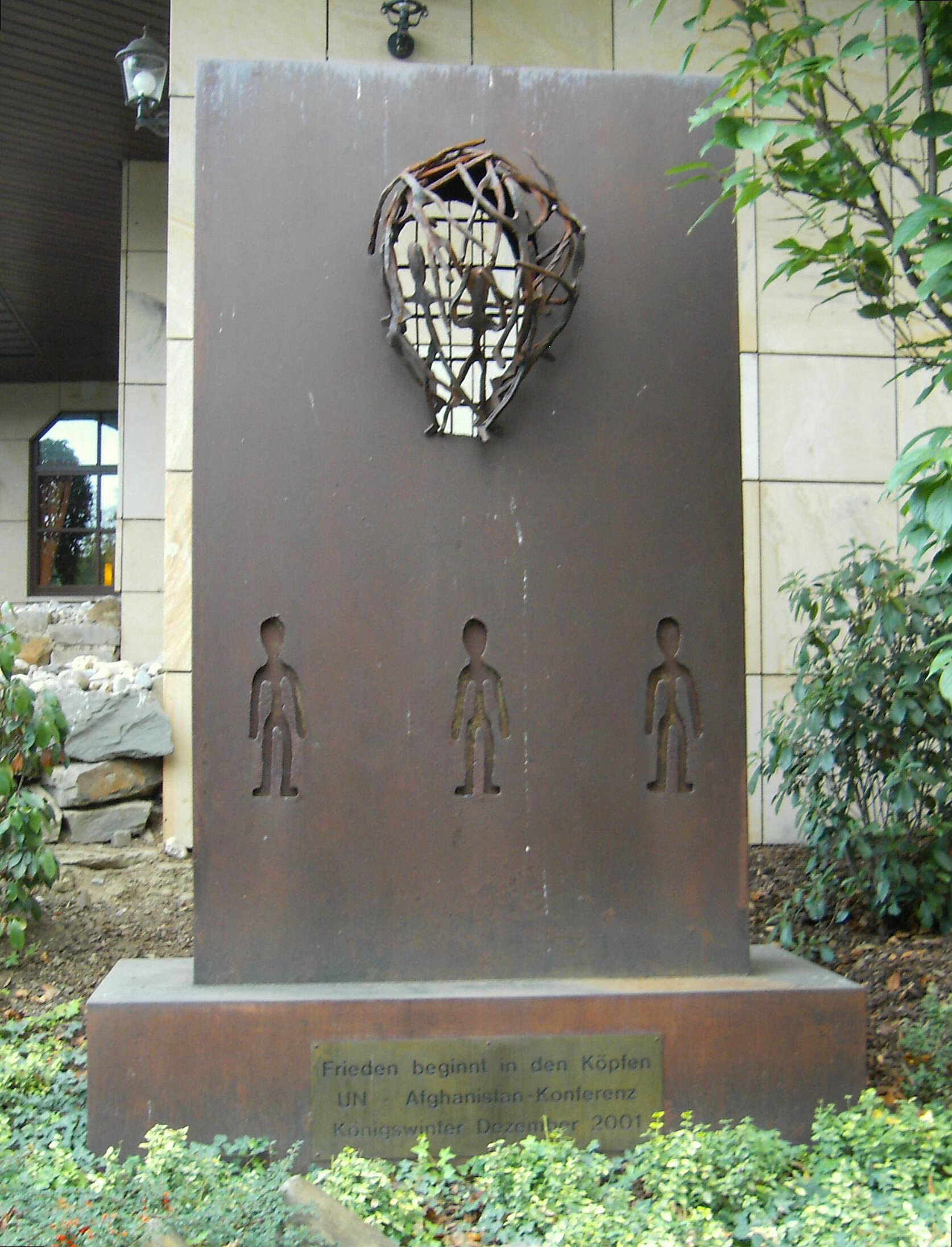
Memorial de la conferencia en Königswinter

Después de la Invasión de Afganistán de 2001 por EE. UU. y Reino Unido (en un principio), en el cual el  Régimen Talibán fue derrocado en Afganistán, en diciembre de 2001. La ciudad de Bonn organizó una conferencia con muchos líderes  afganos en hotel Petersberg, para elegir una  Autoridad Provisional Afgana para poder establecer un gobierno formal. De esta conferencia surgió el Acuerdo de Bonn.
En la Conferencia se eligió a Hamid Karzai, como presidente del gobierno provisional vigente del 22 de diciembre de 2001 hasta el 13 de julio de 2002, posteriormente también fue elegido para dirigir la Administración de transición afgana y posteriormente fue elegido Presidente en 2004.
Posteriormente, Karzai nombró a muchos de los aliados y líderes regionales anti-talibanes para cargos de alto rango dentro del gobierno interino, o para cargos de alto nivel en los gobiernos provinciales.

## Signatarios de la Conferencia de Bonn
- Sr. Hedayat Amin Arsala (Vicepresidente 2001–2004)
- Sr. Sayed Hussein Anwari
- Sr. Sayed Hamed Gailani
- Sr. Rahmatullah Mousa Ghazi
- Ing. Abdul Hakim
- Sr. Houmayoun Jareer
- Sr. Abbas Karimi
- Sr. Sayed Mustafa Kazemi
- Dr. Azizullah Ludin
- Sr. Ahmad Wali Massoud
- Sr. Hafizullah Asif Mohseni
- Prof. Mohammad Ishaq Nadiri
- Sr. Mohammad Natiqi
- Sr. Aref Noorzay
- Sr. Yunus Qanuni
- Dr. Zalmai Rassoul
- Sr. Mirwais Sadiq
- Dr. Mohammad Jalil Shams
- Prof. Abdul Satar Sirat
- Sr. Humayun Tandar
- Gral. Abdul Rahim Wardak
- Sr. Izzatullah Wasifi
- Sr. Pacha Khan Zadran
- Sr. Lakhdar Brahimi - Representante Especial del Secretaría General de las Naciones Unidas para Afganistán y testigo de Naciones Unidas del documento